# Vlaamse Televisie Sterren 2017
De Vlaamse Televisie Sterren 2017 was de tiende editie van de Vlaamse Televisie Sterren waar de Vlaamse Televisie Academie verscheidene programma's en tv-figuren bekroonde. Het evenement vond plaats op 3 juni 2017 in het Kursaal in Oostende en werd gepresenteerd door Xander De Rycke. Net als bij de voorgaande editie was geen enkele televisiezender bereid om de show uit te zenden.
In totaal werden er 14 Televisie Sterren uitgereikt. Een jury bepaalt voor dertien van de veertien categorieën de winnaar. Die jury bestaat uit Hans Otten, Jan Van Rompaey, Zaki, Jaak Van Assche, Lucas Van den Eynde, Carl Huybrechts, Tom Coninx, Guy Mortier, Tine Embrechts, Eline De Munck en presentator Xander De Rycke. 
Ook dit jaar werd er een ode gebracht aan de mediafiguren die overleden in het voorbije jaar.

## Winnaars
| Categorie                                   | Winnaar                                     | Genomineerden | Uitgereikt door                   |
| ------------------------------------------- | ------------------------------------------- | --- | --------------------------------- |
| Populairste Televisieprogramma              | Callboys (VIER)                             | Blind Getrouwd (VTM) De Mol (VIER) Sorry voor alles (Eén)                                                            |                                   |
| Beste Acteur                                | Bart Hollanders (Callboys)                  | Ben Segers (Auwch) Matteo Simoni (Callboys) Rik Verheye (Callboys)                                                   | Leen Dendievel en Jaak Van Assche |
| Beste Actrice                               | Eva Van Der Gucht (Den elfde van den elfde) | Ella Leyers (Professor T.) Maaike Cafmeyer (Eigen kweek) Sien Eggers (Eigen kweek)                                   |                                   |
| Beste Presentator                           | Otto-Jan Ham (De Ideale Wereld)             | Adriaan Van den Hoof (Sorry voor alles) Gilles De Coster (De Mol) Thomas Van der Veken (Alleen Elvis blijft bestaan) |                                   |
| Beste Presentatrice                         | Danira Boukhriss (Over eten)                | An Lemmens (The Voice van Vlaanderen) Cath Luyten (Buurman, wat doet u nu?) Sofie Lemaire (Culture Club)             | Zaki en Eline De Munck            |
| Beste Drama                                 | Professor T. (Eén)                          | Als de dijken breken (Eén) Cordon (televisieserie) (VTM) Den elfde van den elfde (Eén)                               |                                   |
| Beste Humor- en Comedyprogramma             | Wat als? (VTM)                              | Auwch (VIER) Callboys (VIER) De Ideale Wereld (Canvas)                                                               |                                   |
| Beste entertainmentprogramma op locatie     | Liefde voor muziek (VTM)                    | Blind Getrouwd (VTM) De Mol (VIER) Sorry voor alles (Eén)                                                            |                                   |
| Beste entertainmentprogramma studio         | The Voice van Vlaanderen (VTM)              | De Slimste Mens ter Wereld (VIER) Kalmte Kan U Redden (Eén) Mag ik u kussen? (Canvas)                                |                                   |
| Beste Reportage, Documentaire en Informatie | Topdokters (VIER)                           | De noodcentrale (Eén) Een kwestie van geluk (Eén) Terug naar eigen land (VIER)                                       |                                   |
| Rijzende Ster                               | Karine Claassen                             | n.v.t. |                                   |
| Carrièrester                                | Paul Jambers                                | n.v.t. |                                   |